# 粗毛红山茶
粗毛红山茶（学名：Camellia setiperulata）为山茶科山茶属的植物。分布于中国大陆的南宁等地，生长于海拔1,100米的地区，一般生长在山谷湿润处，目前尚未由人工引种栽培。